# Quercus dalechampii
La quercia di Dalechamps (Quercus dalechampii Ten., 1830) è un albero della famiglia delle Fagacee.

## Descrizione
Q. dalechampii è una quercia che può raggiungere dimensioni considerevoli ed è caratterizzata da una corteccia con costolature molto spesse e prominenti, e da ghiande ricoperte fino a 2/3 da una cupola emisferico-ogivale con bordo regolare e lunghe scaglie sericee alla base.

È simile a Quercus petraea, ma ha foglie più sottili, oblunghe-lanceolate, irregolarmente lobate, glabre sulla pagina superiore, pubescenti in quella inferiore, sorrette da un picciolo lungo 1,5–3 cm.

## Distribuzione e habitat
La specie è endemica dell'Italia meridionale, dal Salento alla Calabria, e della Sicilia, dove la si rinviene nei boschi misti di caducifoglie della fascia collinare, dal livello del mare fino a circa 1000 metri di altitudine. Se ne conoscono alcuni esemplari monumentali sull'Aspromonte e nel Salento. È pure segnalata come spontanea in alcune aree del nord a clima particolarmente mite, in Piemonte, nei colli Euganei e nelle zone prossime ai grandi laghi alpini.

## Tassonomia
La sua tassonomia è ancora oggetto di discussione. Da taluni ricercatori è ritenuta una specie affine al rovere (Quercus petraea) con la quale condivide molte caratteristiche morfologiche tanto da essere definita con il nome comune di "rovere meridionale". Altri la ritengono appartenente invece al gruppo della roverella (Quercus pubescens); a questo proposito va comunque specificato che le varie specie di Quercus, quando i rispettivi areali si sovrappongono, tendono spontaneamente ad ibridarsi per cui il rinvenimento delle specie in purezza, e quindi il riconoscimento, risulta assai difficile anche per i più esperti. Quercus dalechampii non si identifica con la Rovere meridionale, chiamata invece Quercus petraea subsp. austrotyrrhenica Brullo, R. Guarino & G. Siracusa.